# Александру Атанасіу
Александру Атанасіу (рум. Alexandru Athanasiu; нар. 1 січня 1955, Бухарест) — румунський політик і юрист. Колишній лідер Соціал-демократичної партії, він є членом СДП з 2001 року. Атанасіу займав посаду прем'єр-міністра на тимчасовій основі з 13 до 22 грудня 1999 року, очолював Демократичну конвенцію Румунії після відставки кабінету Раду Васіле. З 1 січня 2007 року, зі вступом Румунії до Європейського союзу, Атанасіу став членом Європейського парламенту від СДП (група Партії європейських соціалістів).
Автор ряду наукових робіт, він є одержувачем кандидат юридичних наук, а також професором Бухарестського університету (з 1999 року). У 1995 його книга Legea Asigurărilor Sociale («Закон про соціальне забезпечення») отримав премію Симеона Бернуціу Румунської академії.

## Біографія
Народився в Бухаресті. Атанасіу навчався в середній школі імені Георге Лазаря в Бухаресті, а потім закінчив юридичний факультет Бухарестського університету. Між 1978 і 1982 році він працював у Апеляційному суді м. Бухареста.
Вступивши у щойно створену Соціал-демократичну партію після румунської революції 1989 року, Атанасіу був вперше обраний до парламенту як депутат в 1992 році, входив до Комітету з праці та соціального захисту.
Міністр праці в кабінетах Віктора Чорбя і Раду Васіле. У 1999 році очолив СДП.
У 2000 році він був обраний до Сенату Румунії, представляючи повіт Біхор (переобраний в 2004 році); входив до Комітет із зовнішньої політики. У 2003–2004 роках Атанасіу також працював міністром освіти у кабінеті Адріана Нестасе.
Атанасіу одружений, має двох дітей.

## Зовнішні джерела
- Профіль на сайті Європарламенту [Архівовано 4 березня 2014 у Wayback Machine.] (англ.)
- Офіційне фото на сайті Європарламенту [Архівовано 31 жовтня 2013 у Wayback Machine.] (англ.)